# 中川五郎治

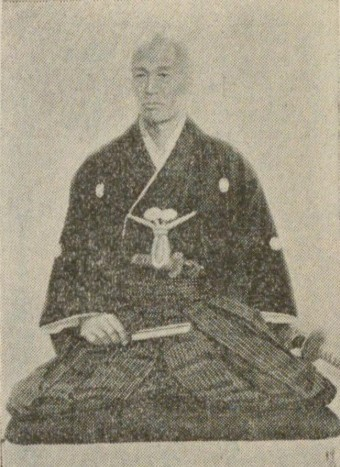
中川五郎治

中川 五郎治（なかがわ ごろうじ、明和5年（1768年） - 弘化5年9月27日（1848年10月23日））は、日本における種痘法の祖。本名・小針屋佐七、別名・中川良左衛門。陸奥国生まれで蝦夷地に渡り、択捉島の漁場の番人を務めていたが、文化露寇の際にロシア側の捕虜となりシベリアに送られ、そこで種痘法を身に付ける。ゴローニン事件の際に日本に送還され、後に松前奉行・松前藩に仕え、箱館・松前を中心に種痘法を広めた。

## 生涯
明和5年（1768年）、廻船問屋・小針屋佐助の子として陸奥国川内村（旧盛岡藩、現青森県むつ市川内町）に生まれる。松前に行き、商家に奉公し、やがて松前の豪商・栖原庄兵衛の世話で、享和元年（1801年）に場所稼方として択捉島に渡る。帳役を経て番人小頭に昇進し、島内の漁場を取り締まる。アイヌの女を妻にしていた。
文化4年（1807年）4月24日、ロシアの軍人ニコライ・フヴォストフに番屋を襲撃され（文化露寇）、佐兵衛とともに捉えられてシベリアに連行される。文化6年（1809年）オリヤ河畔に脱走するが捕らえられ、オホーツクに送還される。翌年再び2人で逃亡しトゴロ地方に渡るが、佐兵衛は病死し、彼も再び捕われの身となり、ヤクーツクへ連行される。この頃から松前の商人・中川良左衛門と偽名を使う。さらにイルクーツクに送られ取調べを受けるが、ゴローニン事件で日本に幽閉中のディアナ号艦長ゴローニン中佐との捕虜交換のため、文化7年（1810年）カムチャツカに漂着した歓喜丸の水夫らとともに、日本へ送還されることとなる。
文化9年（1812年）2月にオホーツクで種痘書を入手し、医師の助手となって種痘法を習得する。同年8月4日ディアナ号副長ピョートル・リコルドに伴われ国後島に上陸、捕虜交換の交渉が行われるが、失敗し、五郎治が使者に立てられる。しかし、五郎治と共に上陸した歓喜丸の水夫1人が逃亡し、かえって交渉は難航する。五郎治は、日本の役人の指示によりゴローニンは死んだとリコルドに伝えるが、これを信じなかったリコルドは通りかかった官船・歓世丸を襲い、高田屋嘉兵衛をカムチャツカへ連行した。またこの際五郎治は日本の役人に『五郎治申上荒増』を提出している。松前及び江戸で取調べを受けた後、文政元年（1818年）、手代として松前奉行配下となり、その後松前藩に仕える。
ロシア滞在中から一貫してロシアに悪感情を抱いていたが、その一方で種痘法に注目し、箱館・松前を中心に、その技術を実践している。文政7年（1824年）、田中正右偉門の娘イクに施したのが日本初の種痘術である。この頃蝦夷地では天然痘の大流行が3度起っており、このとき彼が種痘を施したとみられる。しかし五郎治は種痘法を秘術とし、ほとんど他に伝えなかったために、知る者は少数であった。彼の入手した種痘書は幕府の訳官・馬場佐十郎によって文政3年（1820年）に和訳されている。その後種痘の技術は箱館の医師、高木啓蔵、白鳥雄蔵などにより、秋田、さらには京都に伝達され、さらに福井では笠原良策によって実践されたとされる。
弘化5年（1848年）9月27日、川に足を滑らせ溺死。享年81。
大正13年（1924年）、従五位を追贈された。

## 関連作品
- 吉村昭「北天の星」講談社文庫 - 中川が主人公の小説
- 村上もとか「侠医冬馬」集英社ヤングジャンプコミックス - 中川の人物紹介のあとに続いて、主人公冬馬らの種痘普及の努力が話の主題となる